# Terminalia seyrigii
Terminalia seyrigii är en tvåhjärtbladig växtart som först beskrevs av H. Perr., och fick sitt nu gällande namn av René Paul Raymond Capuron. Terminalia seyrigii ingår i släktet Terminalia och familjen Combretaceae. Utöver nominatformen finns också underarten T. s. divaricatopsis.